# Trung tâm Thể thao Tân Cương
Trung tâm Thể thao Tân Cương (tiếng Trung: 新疆体育中心) là một sân vận động đa năng ở Ürümqi, Tân Cương, Trung Quốc. Sân vận động có sức chứa 50.000 người.